# NGC 487
NGC 487 est une galaxie spirale barrée située dans la constellation de la Baleine. NGC 487 a été découverte par l'astronome américain Francis Leavenworth en 1885.

## Caractéristiques
Sa vitesse par rapport au fond diffus cosmologique est de 5 664 ± 22 km/s, ce qui correspond à une distance de Hubble de 83,5 ± 5,9 Mpc (∼272 millions d'al).
La classe de luminosité de NGC 487 est II et elle présente une large raie HI.